# داروین (سیستم‌عامل)
سیستم‌عامل داروین (به انگلیسی: Darwin) یک سیستم‌عامل کد باز پازیکس است که در سال ۲۰۰۰ بوسیلهٔ شرکت شرکت اپل منتشر شد. این سیستم عامل از کدهای توسعه یافته بوسیلهٔ اپل، کدهای مشتق شده از NeXTSTEP و بی‌اس‌دی و سایر نرم‌افزارهای آزاد تشکیل شده‌است.
داروین مجموعهٔ اصلی اجزایی را که مک اواس ده و آی‌اواس بر روی آن‌ها پایه‌گذاری شده‌اند، تشکیل می‌دهد.

## تاریخچه
شجره‌نامهٔ داروین با انتشار سیستم‌عامل نکست‌استپ شرکت نکست (که بعدها با نام اوپن‌استپ شناخته شد)، در سال ۱۹۸۹ آغاز شد. پس از اینکه اپل، نکست را در سال ۱۹۹۷ خریداری کرد، عنوان کرد که سیستم‌عامل‌های آیندهٔ خود را بر اساس اوپن‌استپ خواهد نوشت. نتیجهٔ این کار انتشار سیستم عامل راسپدی در سال ۱۹۹۷ و پس از آن انتشار سیستم‌عامل «مک او اس ده سرور 1.0»، در سال ۱۹۹۹ بر پایهٔ راسپودی بود. در سال ۲۰۰۰، راسپودی به داروین منشعب شد.
داروین از نسخهٔ ۹ به بعد، تنها به صورت کد منبع موجود است، به جز برای ARM که به هیچ شکلی به جز iOS منتشر نمی‌شود. با این حال کد باینری نسخه‌های قدیمی‌تر این سیستم‌عامل، همچنان موجود هستند.

## طراحی

### هسته
داروین از XNU، یک هسته ترکیبی شامل ریزهسته Mach، عناصر مختلفی از بی‌اس‌دی (شامل مدل پروسس‌ها، پشته شبکه، فایل‌سیستم مجازی) و یک رابط برنامه‌نویسی نرم‌افزار شی گرا برای راه‌اندازها که I/O Kit نامیده می‌شود تشکیل شده‌است. کرنل ترکیبی انعطاف‌پذیری ریزهسته‌ها و کارایی هسته‌های یکپارچه را در یکجا جمع کرده‌است.

## اجازه‌نامه
در ژوئیه سال ۲۰۰۳ اپل داروین را تحت نسخه ۲ از مجوز منبع عمومی اپل که بنیاد نرم‌افزار آزاد به عنوان یک نرم‌افزار آزاد پذیرفته است منتشر کرد. نسخه‌های قبلی بر اساس نسخه قبل مجوز منبع عمومی اپل بود که بر اساس تعریف بنیاد نرم‌افزار آزاد یک نرم‌افزار آزاد نبود اما بنا به تعریف نرم‌افزار متن باز بود.

## سمبل خوش‌یمنی
توسعه دهندگان داروین در سال ۲۰۰۰ تصمیم گرفتند یک شگون‌نما یا سمبل خوش‌شانسی برای داروین انتخاب کنند. و از بین گزینه‌هایی مانند Aqua Darwin fish و Dogcow و نهنگ قاتل در نهایت هِکسلی (به انگلیسی: Hexley) نوک اردکی را به عنوان نماد خوش‌شانسی داروین انتخاب کردند. هِکسلی یک نوک اردکی کارتونی است که معمولاً یک کلاه شبیه شاخ شیطان به سر دارد. یک چنگال شبیه شیطان بی‌اس‌دی در دست دارد. هِکسلی بوسیله جان هوپر طراحی شده‌است. اپل هِکسلی را به عنوان لوگو داروین نپذیرفته‌است.

## انشعاب‌های پروژه
در سال ۲۰۰۷ پروژه ی داروین (سیستم‌عامل) با هدف ادامه ی پروژه ی رها شده ی داروین (سیستم‌عامل) با هدف بازنگه داشتن داروین و پورت کردن آن به سکوهایی غیر ازکامپیوترهای اپل، از داروینِ اپل منشعب شد.

## اجزای کلیدی سیستم عامل داروین: معماری و عملکرد
سیستم عامل داروین، به عنوان قلب تپنده اکوسیستم اپل، معماری پیچیده‌ای دارد که عملکرد و امنیت بی‌نظیر دستگاه‌های iOS را تضمین می‌کند. در ادامه، به بررسی دقیق‌تر اجزای کلیدی داروین می‌پردازیم:
- کرنل XNU: هسته مرکزی سیستم عامل:

کرنل XNU، که مخفف "X is Not Unix" است، نقش هسته مرکزی داروین را ایفا می‌کند. این کرنل ترکیبی، با ادغام عناصری از Mach، BSD و سایر فناوری‌ها، مدیریت بهینه منابع سیستم را فراهم می‌کند. XNU با ایجاد پلی کارآمد بین سخت‌افزار و نرم‌افزار، ثبات و امنیت سیستم عامل را تضمین می‌کند.
- زیرسیستم BSD: قدرت یونیکس در iOS:

ادغام زیرسیستم BSD در داروین، امکان استفاده از ابزارهای آشنای یونیکس و قابلیت‌های شبکه را برای توسعه‌دهندگان فراهم می‌کند. این امر، توسعه‌دهندگان را قادر می‌سازد تا از طیف گسترده‌ای از ابزارها و پروتکل‌ها در برنامه‌های iOS خود بهره ببرند.
- میکروکرنل Mach: مدیریت فرآیندها و حافظه:

میکروکرنل Mach، پایه و اساس مدیریت فرآیندها، ارتباط بین فرآیندها و حفاظت از حافظه را در داروین تشکیل می‌دهد. Mach با ایجاد یک محیط اجرای امن، قابلیت اطمینان و امنیت دستگاه‌های iOS را افزایش می‌دهد و به توسعه‌دهندگان امکان می‌دهد تا بر ساخت ویژگی‌های نوآورانه تمرکز کنند.
- درایورهای دستگاه و I/O Kit: ارتباط با سخت‌افزار:

داروین شامل مجموعه‌ای جامع از درایورهای دستگاه است که ارتباط با اجزای سخت‌افزاری دستگاه‌های iOS را تسهیل می‌کنند. این درایورها، توسعه‌دهندگان را قادر می‌سازند تا از تمام ظرفیت‌های سخت‌افزاری اپل بهره ببرند و تجربیات کاربری بی‌نظیری را ارائه دهند.
- ویژگی‌های امنیتی: حفاظت از داده‌های کاربر:

امنیت، یکی از ارکان اصلی داروین است. این سیستم عامل با بهره‌گیری از ویژگی‌های امنیتی پیشرفته‌ای مانند سندباکس، امضای کد، ASLR و DEP، از یکپارچگی و محرمانگی داده‌های کاربر محافظت می‌کند.

## جستارهای وابسته

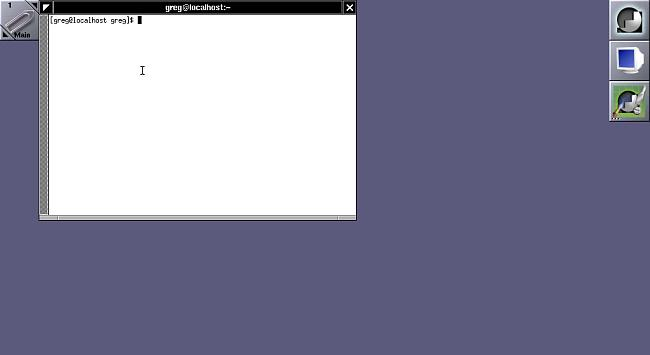
Window Maker in XDarwin